# Sphodromantis
Sphodromantis Stål è un genere di mantidi diffuso in Africa, a volte considerato sinonimo del genere Hierodula.  Molte di queste specie sono conosciute con il nome comune di mantidi africane 

## Descrizione
Il genere comprende specie di dimensioni medio-grandi, caratterizzate da una evidente robustezza e un voluminoso addome nelle femmine. Le tegmine presentano presso la linea costale un piccolo ovale bianco bordato di nero tipico anche di molte Hierodula. Il capo è molto sviluppato rispetto al corpo, reca due antenne lunghe e sottili nel maschio, più corte nella femmina. Gli arti posteriori presentano coxe con il lato interno recante macchie circolari bianche presso il margine anteriore. Gli arti posteriori sono lunghi e sottili, con protarsi lunghi circa come il tarso. Il genere differisce da Hierodula  per alcune caratteristiche morfologiche quali genitali maschili e conformazione del capo.

## Distribuzione e habitat
Il genere è distribuito in tutti gli stati dell'Africa, eccetto il Madagascar, in Asia sud-occidentale (penisola arabica, basso caucaso, ecc...) e Europa meridionale (Spagna e Italia) con una sola specie.
È un genere prettamente termofilo, tipico di aree semi-aride, desertiche e di rado forestali.

## Tassonomia
Comprende le seguenti specie :
- Sphodromantis abessinica Sjostedt, 1930
- Sphodromantis aethiopica La Greca & Lombardo, 1987
- Sphodromantis annobonensis Llorente, 1968
- Sphodromantis aurea Giglio-Tos, 1917
- Sphodromantis baccettii La Greca & Lombardo, 1987
- Sphodromantis balachowskyi La Greca, 1967
- Sphodromantis biocellata Werner, 1906
- Sphodromantis centralis Rehn, 1914
- Sphodromantis citernii Giglio-Tos, 1917
- Sphodromantis congica Beier, 1931
- Sphodromantis conspicua La Greca, 1967
- Sphodromantis elegans Sjostedt, 1930
- Sphodromantis elongata La Greca, 1969
- Sphodromantis fenestrata Giglio-Tos, 1912
- Sphodromantis gastrica Stal, 1858
- Sphodromantis gestri Giglio-Tos, 1912
- Sphodromantis giubana La Greca & Lombardo, 1987
- Sphodromantis gracilicollis Beier, 1930
- Sphodromantis gracilis Lombardo, 1992
- Sphodromantis hyalina La Greca, 1955
- Sphodromantis kersteni Gerstaecker, 1869
- Sphodromantis lagrecai Lombardo, 1990
- Sphodromantis lineola Burmeister, 1838
- Sphodromantis obscura Beier & Hocking, 1965
- Sphodromantis pachinota La Greca & Lombardo, 1987
- Sphodromantis pardii La Greca & Lombardo, 1987
- Sphodromantis pavonina La Greca, 1956
- Sphodromantis pupillata Bolivar, 1912
- Sphodromantis quinquecallosa Werner, 1916
- Sphodromantis royi La Greca, 1967
- Sphodromantis rubrostigma Werner, 1916
- Sphodromantis rudolfae Rehn, 1901
- Sphodromantis splendida Hebard, 1920
- Sphodromantis tenuidentata Lombardo, 1992
- Sphodromantis transcaucasica Kirby, 1904
- Sphodromantis viridis Forskal, 1775